# 100 meilleurs chevaux de sport hippique américain du XXe siècle

La liste des 100 meilleurs chevaux de sport hippique américain du XXe siècle est une liste établie par le magazine américain The Blood-Horse.

## Historique
En 1999, le magazine The Blood-Horse a réuni un panel de sept personnalités du monde hippique américain pour établir cette liste, qui a donné lieu à la publication d'un livre. À l'exception notable de l'Australien Phar Lap, qui a couru une fois au Mexique, mais jamais aux États-Unis, tous les chevaux de cette liste ont disputé au moins une course sur le sol américain. Certains n'y ont pas commencé leur carrière (Phar Lap en Australie, Northern Dancer au Canada, Dahlia, All Along et Miesque en France). Ruffian, 35e, est la première femelle du classement. 
Le nombre restreint des votants rend la liste sujette à controverse, chaque membre du panel ayant par son seul vote le pouvoir de bouleverser le classement. Au total, 192 chevaux ont été cités. Le rédacteur en chef de The Blood-Horse révéla que Man o'War et Secretariat avait reçu chacun 3 des sept premières places dans les listes (la septième revenant à Citation), mais que le second nommé avait été listé une fois hors du top 10, offrant ainsi la première place à Man o'War.

## Liste
(Entre parenthèses, l'année de naissance)
1. Man o'War (1917)
2. Secretariat (1970)
3. Citation (1945)
4. Kelso (1957)
5. Count Fleet (1940)
6. Dr. Fager (1964)
7. Native Dancer (1950)
8. Forego (1970)
9. Seattle Slew (1974)
10. Spectacular Bid (1976)
11. Tom Fool (1949)
12. Affirmed (1975)
13. War Admiral (1934)
14. Buckpasser (1963)
15. Colin (1905)
16. Damascus (1964)
17. Round Table (1954)
18. Cigar (1990)
19. Bold Ruler (1954)
20. Swaps (1952)
21. Equipoise (1928)
22. Phar Lap (1926)
23. John Henry (1975)
24. Nashua (1952)
25. Seabiscuit (1933)
26. Whirlaway (1938)
27. Alydar (1975)
28. Gallant Fox (1927)
29. Exterminator (1915)
30. Sysonby (1902)
31. Sunday Silence (1986)
32. Skip Away (1993)
33. Assault (1943)
34. Easy Goer (1986)
35. Ruffian (1972)
36. Gallant Man (1954)
37. Discovery (1931)
38. Challedon (1936)
39. Armed (1941)
40. Busher (1942)
41. Stymie (1941)
42. Alysheba (1984)
43. Northern Dancer (1961)
44. Ack Ack (1966)
45. Gallorette (1942)
46. Majestic Prince (1966)
47. Coaltown (1945)
48. Personal Ensign (1984)
49. Sir Barton (1916)
50. Dahlia (1970)
51. Susan's Girl (1969)
52. Twenty Grand (1928)
53. Sword Dancer (1956)
54. Grey Lag (1918)
55. Devil Diver (1939)
56. Zev (1920)
57. Riva Ridge (1969)
58. Slew o' Gold (1980)
59. Twilight Tear (1941)
60. Native Diver (1959)
61. Omaha (1932)
62. Cicada (1959)
63. Silver Charm (1994)
64. Holy Bull (1991)
65. Alsab (1939)
66. Top Flight (1929)
67. Arts and Letters (1966)
68. All Along (1979)
69. Noor (1945)
70. Shuvee (1966)
71. Regret (1912)
72. Go For Wand (1987)
73. Johnstown (1936)
74. Bald Eagle (1955)
75. Hill Prince (1947)
76. Lady's Secret (1982)
77. Two Lea (1946)
78. Eight Thirty (1936)
79. Gallant Bloom (1966)
80. Ta Wee (1966)
81. Affectionately (1960)
82. Miesque (1984)
83. Carry Back (1958)
84. Bimelech (1937)
85. Lure (1989)
86. Fort Marcy (1964)
87. Gamely (1964)
88. Old Rosebud (1911)
89. Bewitch (1945)
90. Davona Dale (1976)
91. Genuine Risk (1977)
92. Sarazen (1921)
93. Sun Beau (1925)
94. Artful (1902)
95. Bayakoa (1984)
96. Exceller (1973)
97. Foolish Pleasure (1972)
98. Beldame (1901)
99. Roamer (1911)
100. Blue Larkspur (1926)

### Galerie

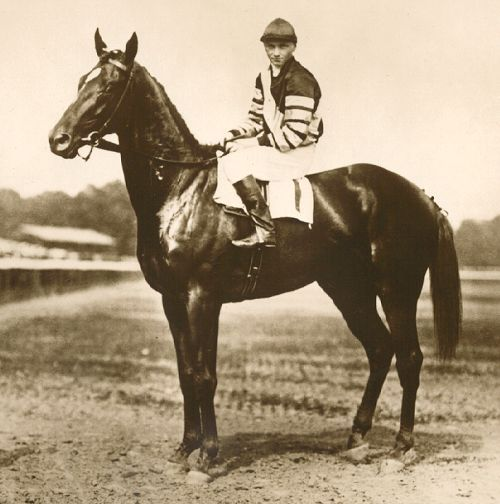
Man O'War (#1)
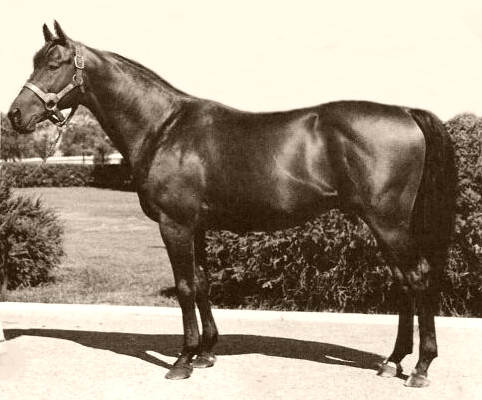
Citation (#3)
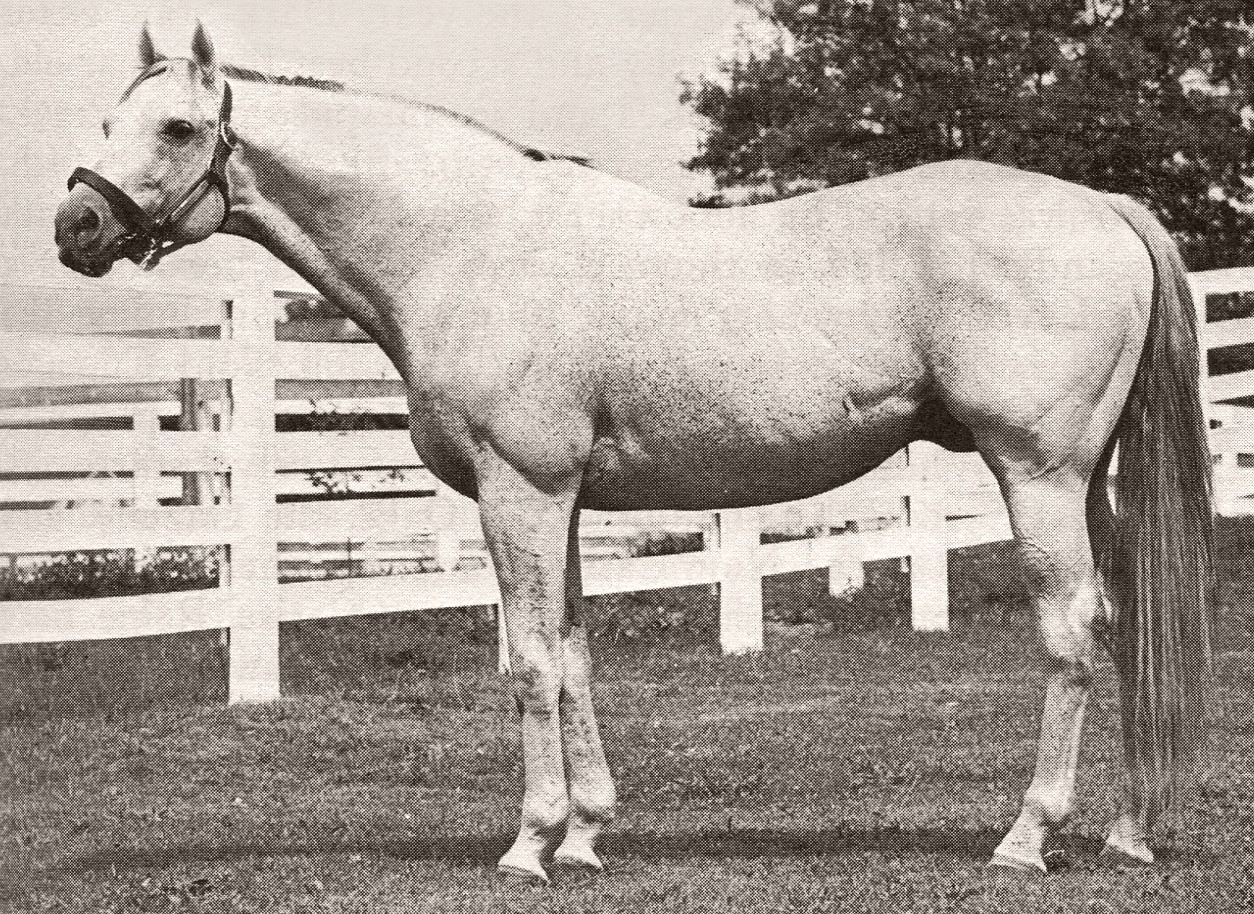
Native Dancer (#7)
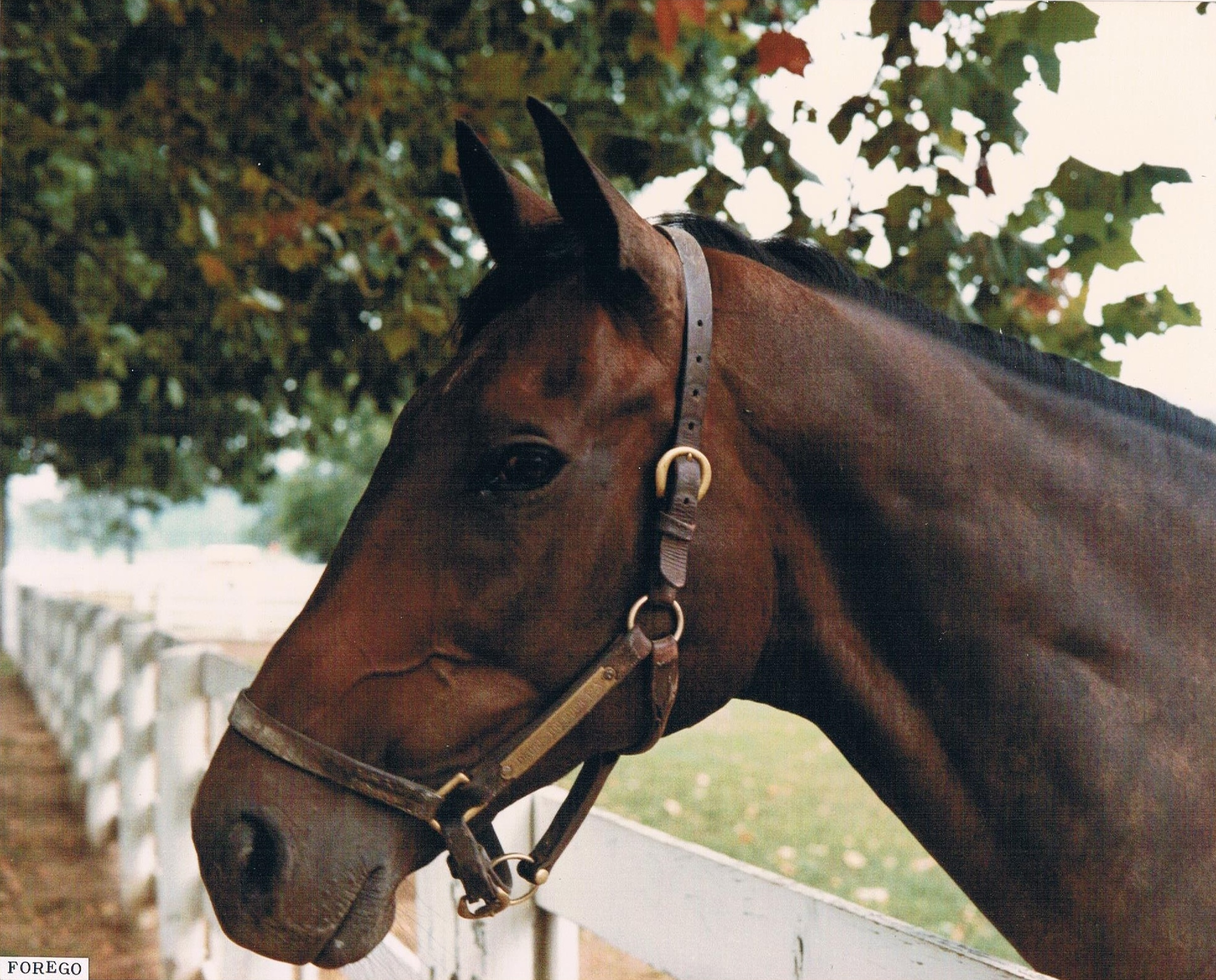
Forego (#8)
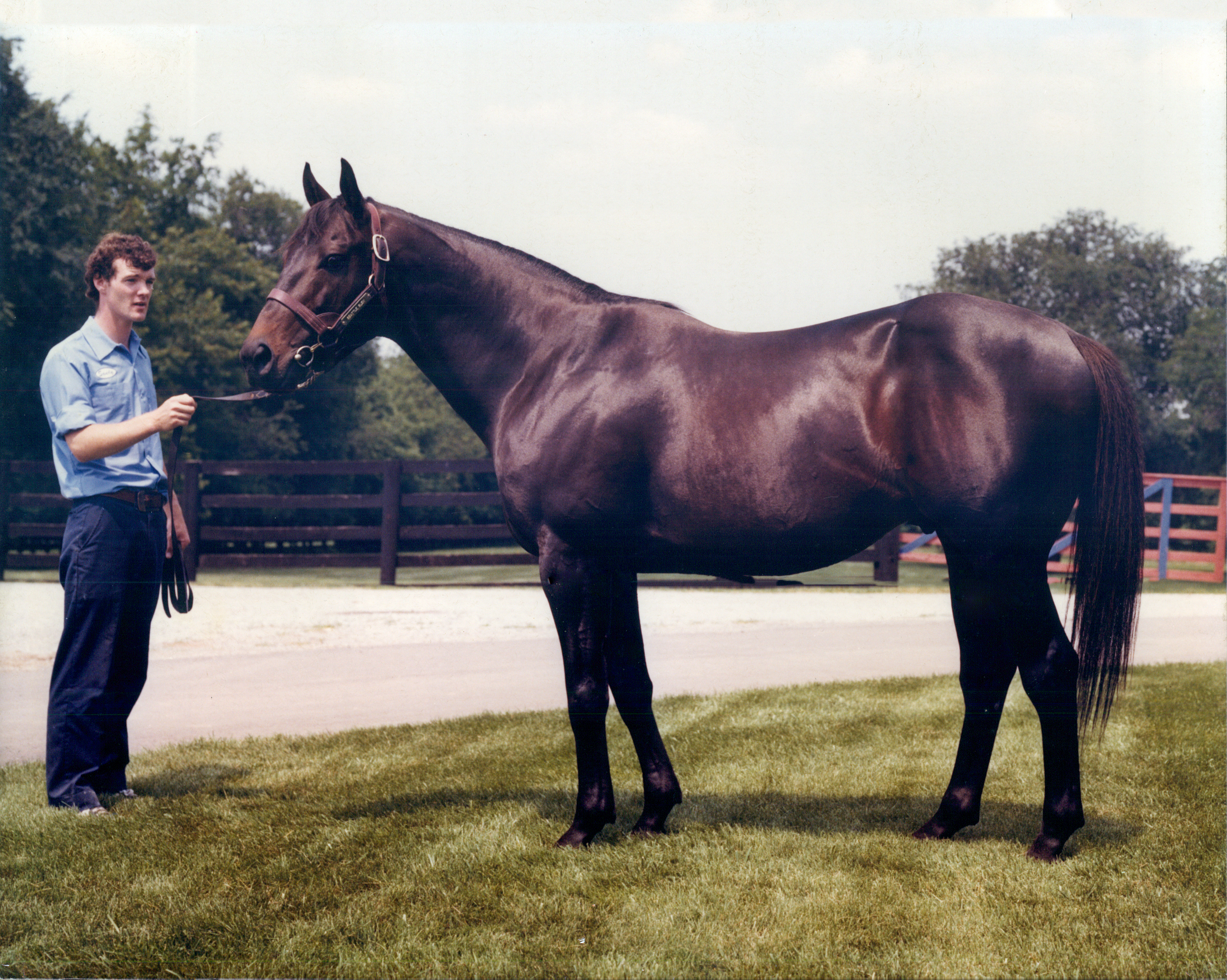
Seattle Slew (#9)
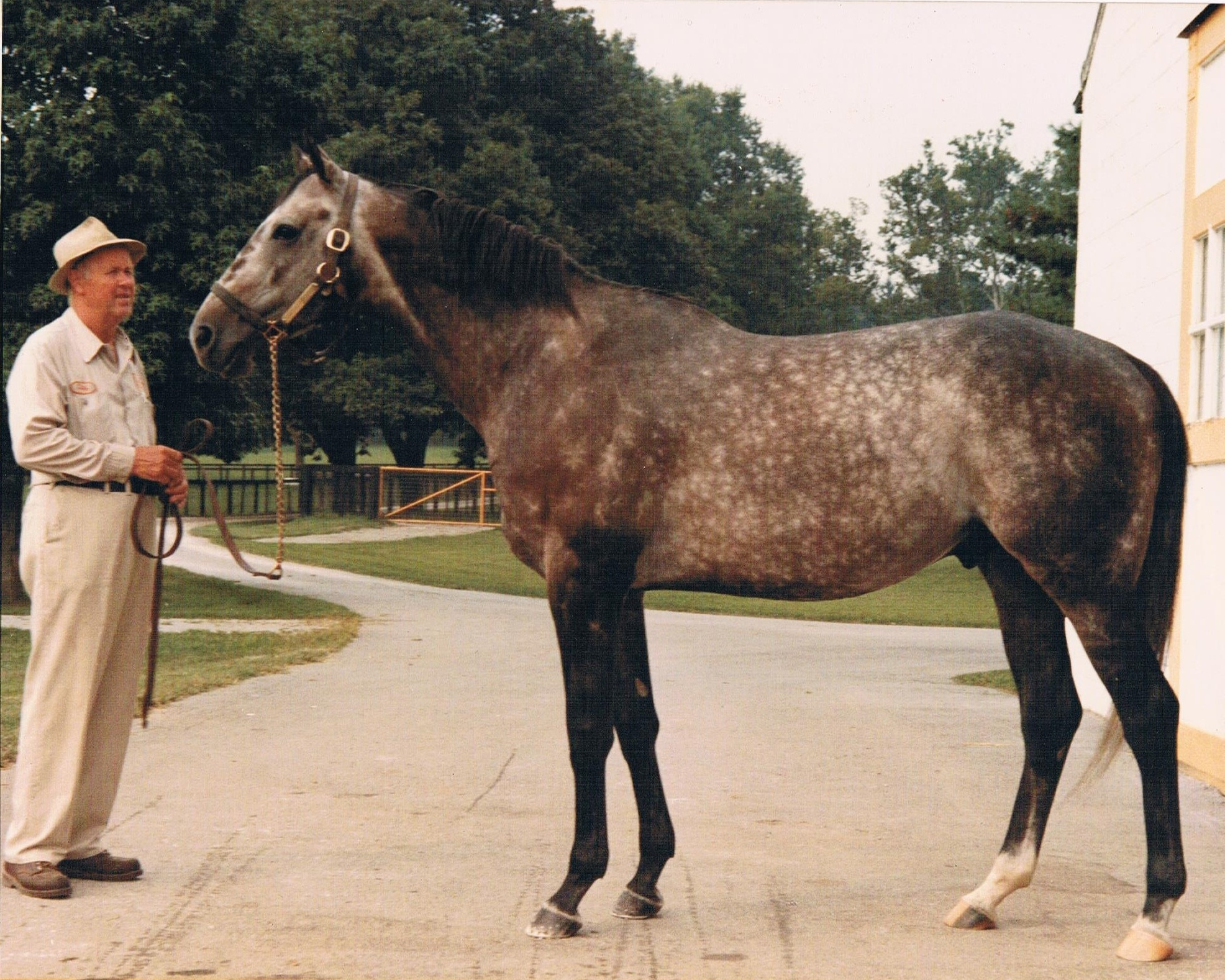
Spectacular Bid (#10)
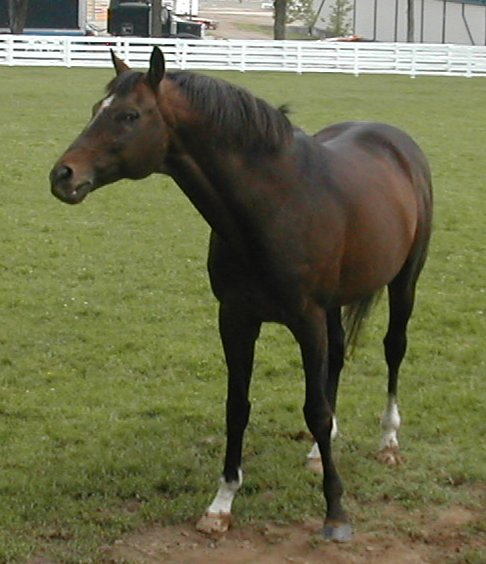
Cigar (#18)
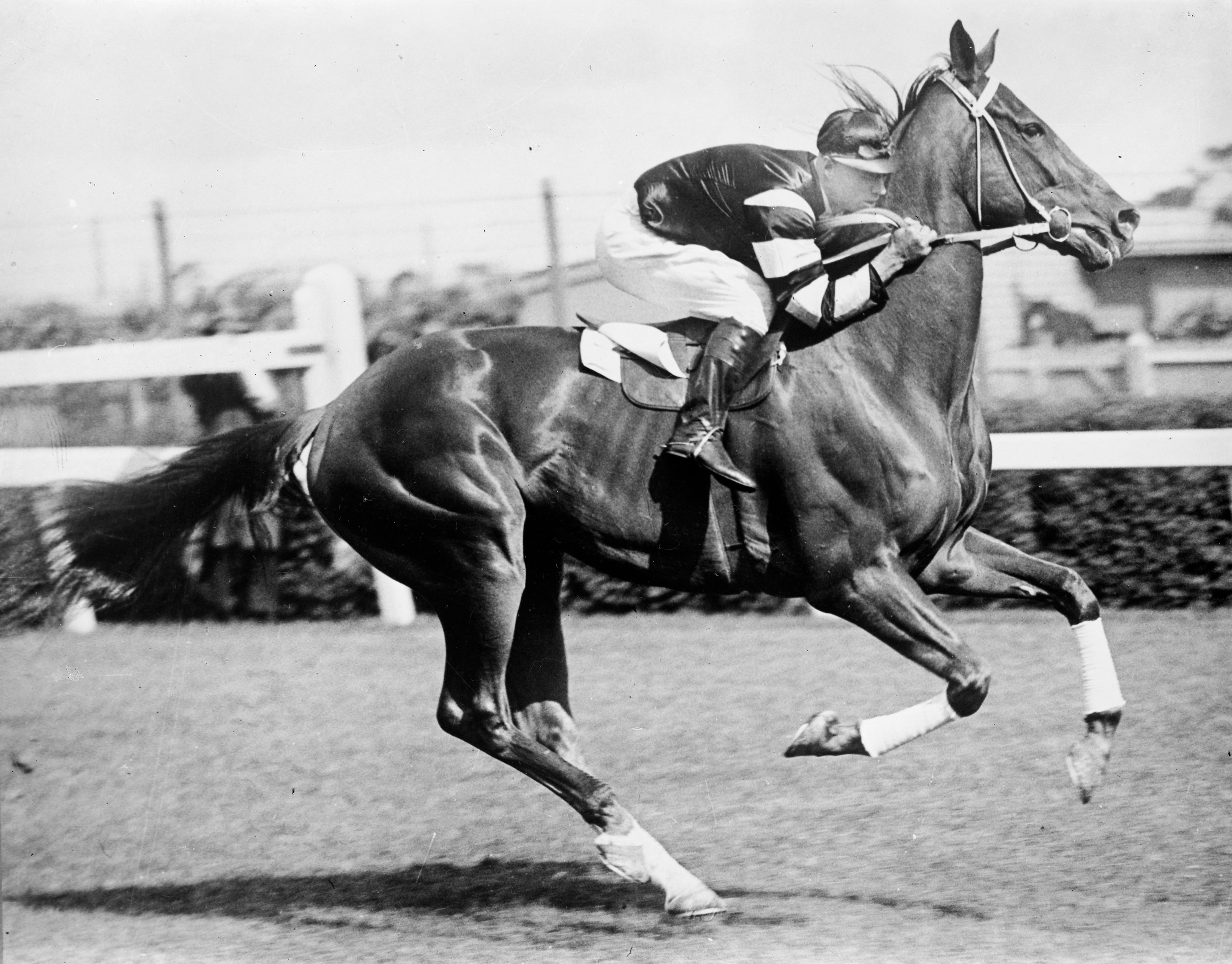
Phar Lap (#22)
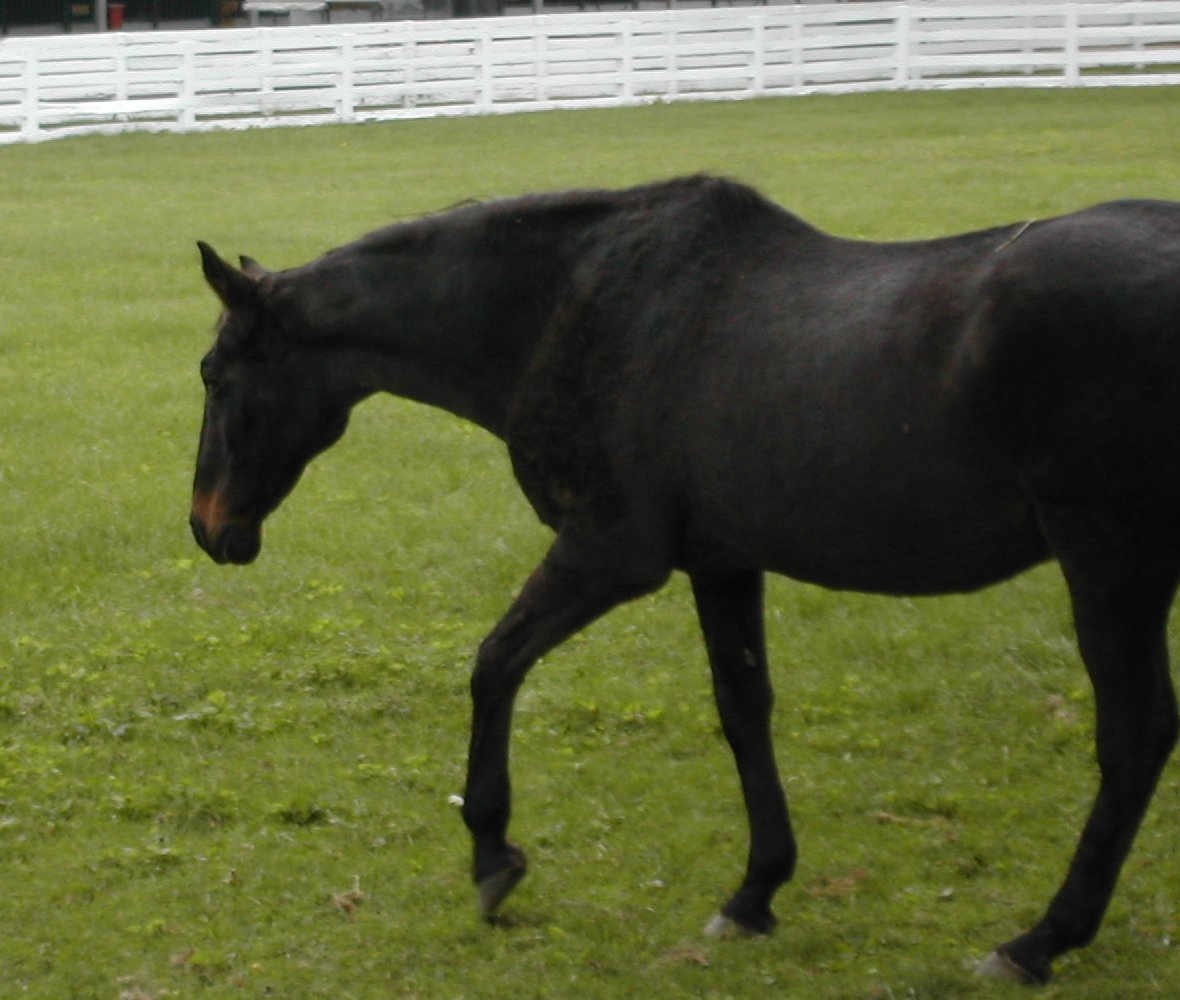
John Henry (#23)
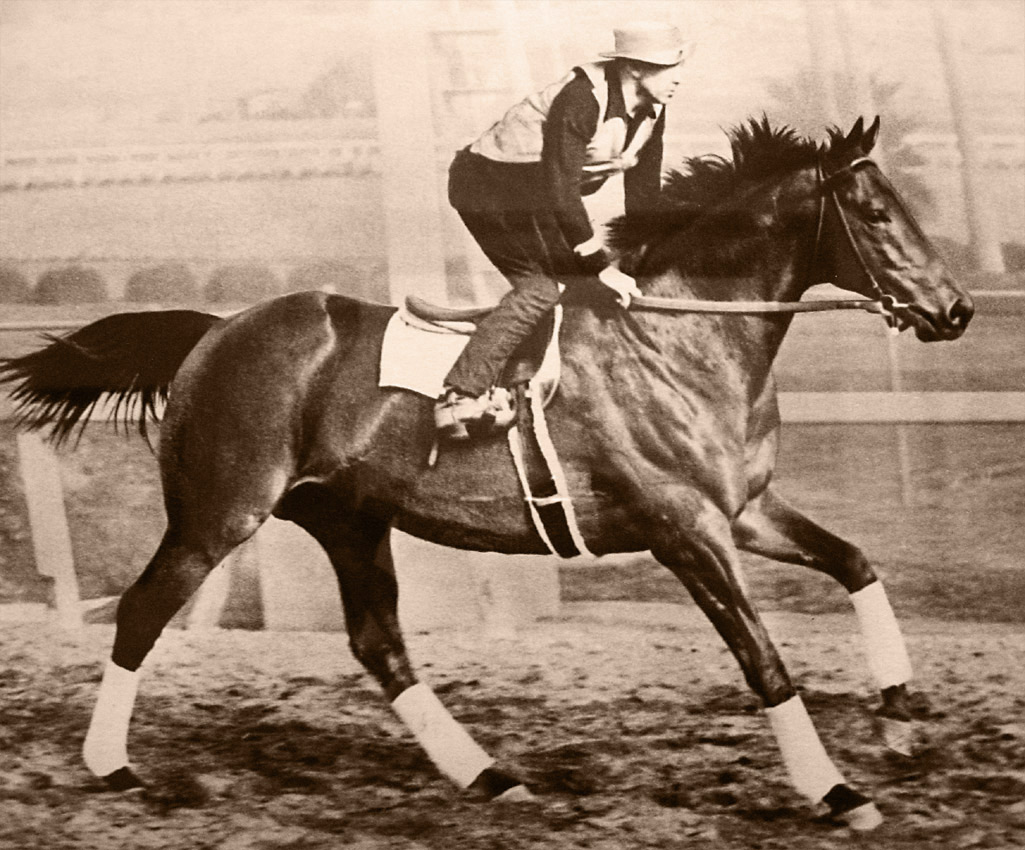
Seabiscuit (#25)
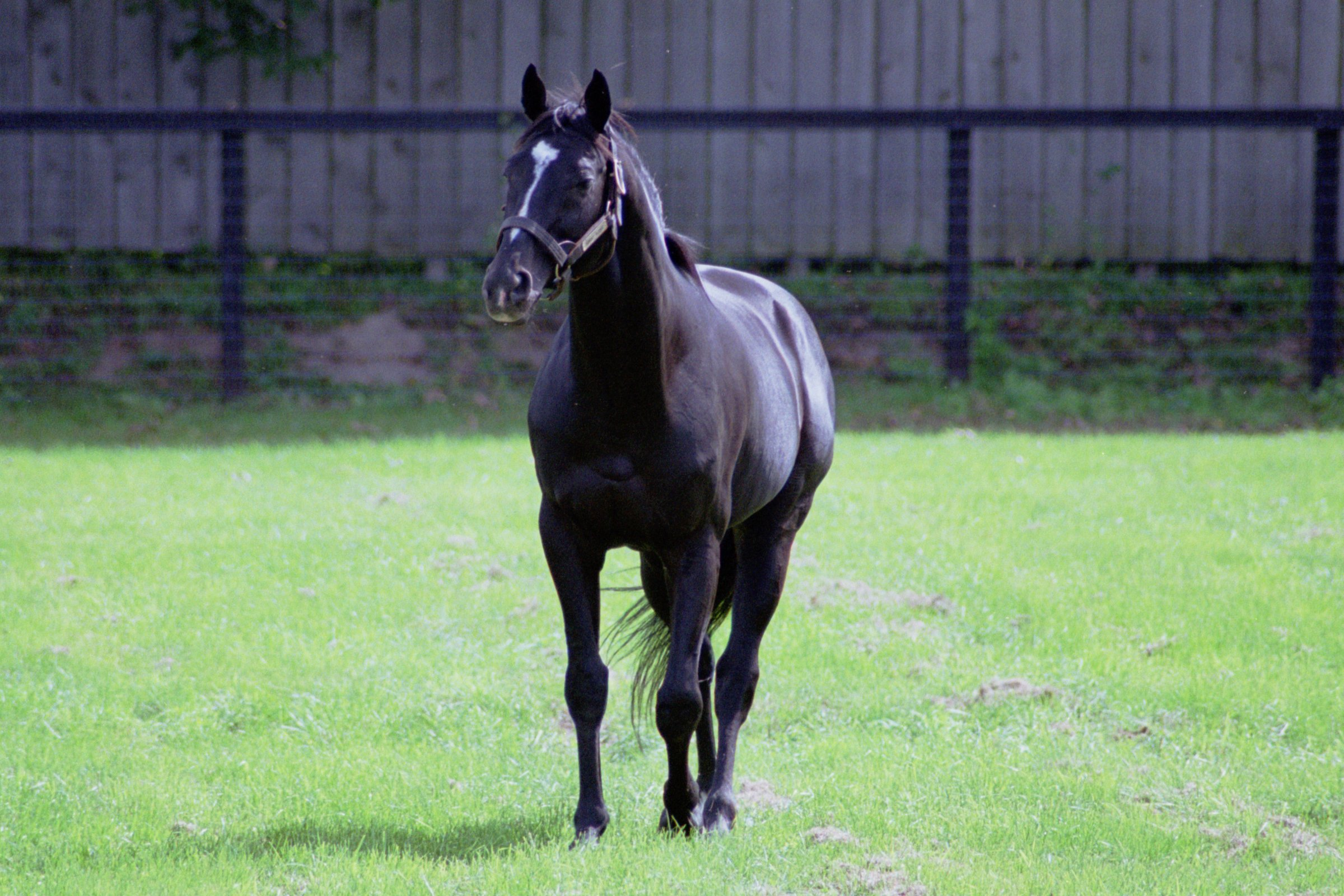
Sunday Silence (#31)
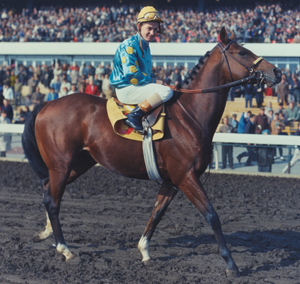
Northern Dancer (#43)

### Autres listes
La même année que The Blood-Horse, en 1999, l'Associated Press demanda à un panel de six votants d'établir une autre liste, selon les mêmes critères : quatre listes classèrent Man o' War en numéro 1, une Secretariat, et la sixième élut Tom Fool (11ème du classement Blood-Horse). 
En 1992 déjà, le magazine Sports Illustrated avait réuni un panel de sept experts, qui avait également sacré Man o'War « cheval américain du siècle », devant Secretariat, et inclus dans leur classement deux champions du début du siècle, Sysonby (né en 1902) et Colin (né en 1905). Voici le top 10 :
1. Man o'War
2. Secretariat
3. Citation
4. Kelso
5. Count Fleet
6. Sysonby
7. Native Dancer
8. Nashua
9. Seattle Slew
10. Colin